# پیتمن، نیوجرسی
پیتمن (به انگلیسی: Pitman) شهری در ایالت نیوجرسی کشور ایالات متحده آمریکا است که جمعیت آن در سرشماری سال ۲۰۱۰ میلادی، ۹٬۰۱۱ نفر بوده‌است.